# Quatre Gats
|  | Aquest article tracta sobre la revista. Si cerqueu la cafeteria de Ciutat Vella de Barcelona, vegeu «Els Quatre Gats». |

Quatre Gats va ser un setmanari artístic i literari català; en van aparèixer quinze números, des de la segona setmana de febrer fins al 25 de maig del 1899. Els responsables d'aquesta publicació foren tres personalitats fonamentals del modernisme català: Pere Romeu, Ramon Casas i Miquel Utrillo. La iniciativa de la revista fou de Pere Romeu, Ramon Casas s'encarregà de la direcció artística, i Miquel Utrillo de la direcció literària. Per a aquests dos últims personatges, Quatre Gats significà el punt de trobada d'una productiva col·laboració que continuaria en les revistes Pèl i Ploma i Forma.
Quatre Gats fou una obra col·lectiva, dins les pàgines de la qual aparegueren texts i il·lustracions d'artistes i escriptors significatius del modernisme català, de manera que esdevingué un important referent del moviment.

## Història
Els 4 Gats, a més de ser una revista, també va ser un local i un teatre de titelles. Els tres, a més de compartir nominació, van compartir propietari: Pere Romeu. L'establiment, la cerveseria Quatre Gats, situada a l'antic carrer d'Espolsasacs, ara passatge de Sant Josep, a més de punt de trobada i de tertúlia, era un lloc de difusió de l'art del moment, ja que en aquest indret es realitzarien diversos espectacles, exposicions, ombres xineses...
Pel que fa al perquè de la creació de la revista, el motiu que trobem més citat en la bibliografia és la intenció de Pere Romeu de donar més prestigi al seu establiment. Mentre que, en la revista mateixa, és un altre motiu l'anomenat com a preferent: n'es la causa lo desitj de publicar els trevalls premiats en lo certámen que el día 31 de Janer tingué lloch en el meu Hostal: pregat per no pocas personas m'he decidit á deixarlos sortir: si se'ls tracte bé continuarán sortin un cop cada setmana. De la redacció se n'encarregà Miquel Utrillo i de la part artística, Ramon Casas.
La revista, finalment, va deixar de publicar-se el mateix any de la seva fundació, però va mantenir, malgrat això, la seva continuïtat. Podríem dir que fou un tancament decidit, potser per raons financeres, que tot just acabar començava la seva continuadora, tant pels directors com pel format adoptats: així nasqué Pèl i Ploma.
La revista va patir canvis ressentits pel seu fundador. Destaquem el fet esmentat en una nota del número 7 del setmanari, en què aquest «planyia que els venedors de diaris es neguessin a vendre'l a deu cèntims puix que solament constava de quatre pàgines. Pere Romeu, per a resoldre el conflicte, es veié obligat a rebaixar el preu a cinc cèntims i a publicar d'ençà d'aleshores el setmanari imprès només en negre».

## Format i disseny
El primer número de la revista Quatre Gats va sortir durant la segona setmana de febrer del 1899. Allà, es veuria ja el disseny que va seguir la publicació durant els seus catorze números restants. Amb un format molt similar al d'un diari (332 x 236 mm), la publicació s'imprimia amb dos colors i a la primera pàgina es presentava, en cada número, un dibuix original realitzat per algun dels artistes renovadors de l'època.
El fet que tant Romeu com Casas i Utrillo haguessin viscut un temps considerable a París, lloc on, a més, es van conèixer, seria fonamental per a la fisonomia que adoptaria la revista, fins al punt que Eliseo Trenc va dir que Quatre Gats es va inspirar en revistes com Le Rire, Le Chat Noir i Gil Blas i que «la taverna Quatre Gats va ser una imitació del cabaret de Montmartre Le Chat Noir».
Tots els números de Quatre Gats constaven de quatre grans pàgines (format 332 x 236 mm) impreses amb dos colors, a la primera de les quals es reproduïen dibuixos originals de Ramon Casas, Isidre Nonell, Joaquim Mir, Dario de Regoyos, Carlos Vázquez i Santiago Rusiñol.
Aquesta influència es nota tant en la presentació de la revista -el format (236 x 332), que comparteix amb la parisenca Gil Blas-, com en l'estil d'il·lustració: realista i sintètic; estil que va ser bandera de l'Art Nouveau francés i que va estar representat per l'il·lustrador de Gil Blas, Steinlen. Aquest estil no va ser adoptat completament, però sí que va ser de gran influència en la majoria d'artistes que van participar en Quatre Gats: Cases, Nonell, Regoyos, Rusiñol, Gosé, Sardà i Opisso.
L'interior, en canvi, s'allunyaria dels corrents nous que venien de la resta d'Europa. Així, trobem una compaginació d'allò més convencional: tipogràfica de dues o tres columnes totalment simètriques, sense ornament de cap tipus.

## Ideologia
En l'article de presentació de la revista queda ben matisat el seu caràcter: sense color polític. Res de cabòries de cap mena... Els treballs seran seriosos o de broma, sempre que la broma siga de bon gust.
Com a revista d'art i de literatura, hem d'inscriure la publicació en el context de l'atmosfera que es respirava a la cerveseria dels Quatre Gats, ja que va ser el mateix fundador, Pere Romeu, el que va voler dotar, amb aquesta revista, d'un major prestigi el seu establiment. D'aquesta manera, ho podem contextualitzar dintre del moviment modernista sorgit posteriorment en l'exposició del 1888.
Dins d'aquest corrent, podem trobar-hi una gran diversitat de personatges de diferents caràcters i de diferents generacions, i veiem així una gran diversitat de tendències en el seu interior. És així com trobem personatges de la primera generació dels Quatre Gats com Rusiñol amb el seu lirisme i Casas portador del whistlerianisme des de París, l'entitat del Cercle Artístic de Sant Lluc amb els germans Llimona, Baixeras i Gaudí, el crític Raimon Casellas que navegarà pels diferents corrents de l'època, des del naturalisme fins al simbolisme, passant pel caracterisme, l'il·luminisme, l'ornamentalisme, l'esoterisme, etc. També de decisiva importància seran els components de la segona generació, amb Nonell, Canals, Mir, Picasso i Pichot entre d'altres, tots ells portats per l'esperit de canvi que arribava de la resta d'Europa.
Fou un local que va representar el temple i la catacumba dels modernistes de Barcelona, on confluïren personatges de diversos vessants: el simbolisme vingut de França; el prerafaelisme anglès; la influència del pensament i la poesia alemanya de Maeterlinck, Ibsen, Goethe i Nietzsche; les influències de Ruskin en les idees estètiques del moment; l'impressionisme de Toulouse-Lautrec, Forain i Steinlen; i no oblidem el poeta de moda, Emilio Verharen.
Com hem vist, el corrent modernista era posseïdor d'una gran riquesa per la quantitat d'influències que hi confluïren. Ara bé, no serà això el que el caracteritzarà, sinó que serà, més aviat, l'esperit idealista del moment, de caràcter universal i, al mateix temps, forjador d'una pròpia identitat.

## Fundadors i col·laboradors

### Pere Romeu
(Torredembarra, 1872- Barcelona, 1908). Ha esdevingut un personatge important del modernisme català arran del seu local dels Quatre Gats, fundat el 1897, que esdevingué el santuari dels modernistes barcelonesos, i també de la seva revista, portadora del mateix nom del local, editada per primer cop el 1899.
Va ser molt retratat per Casas i Rusiñol, entre d'altres. Ell mateix va ser pintor, però va realitzar altres activitats com la de titellaire a Chicago, també a París amb les ombres xineses junt amb Steinlen.
Amant del progrés en tots els aspectes, després del tancament dels Quatre Gats, es va dedicar a l'activitat automobilística.

### Ramon Casas
(Barcelona, 4 de gener del 1866 - Barcelona, 29 de febrer del 1932). En Quatre Gats va començar a publicar la seva col·lecció de retrats al carbó, en què apareixen destacats artistes i escriptors, de gran qualitat tècnica i de gran capacitat per a captar-ne les diferents psicologies.
Va passar per l'aprenentatge de Joan Vicens, Carolus Duran, per la qual cosa es va traslladar a París, on tornarà al cap d'alguns anys, el 1890, amb Rusiñol, per viure la vida bohèmia de la ciutat. A Barcelona, freqüentà els Quatre Gats junt amb altres personalitats del modernisme.
Va realitzar exposicions a la Sala Parés amb Rusiñol i Clarassó. Va esdevenir un mestre del cartellisme; va ser un mestre reconegut durant el seu temps.

### Miquel Utrillo
(Barcelona, 16 de febrer del 1862, Sitges 20 de gener del 1934). Va estudiar a Barcelona i a París; va viatjar per Alemanya, Rússia i Amèrica, a més de ser corresponsal de La Vanguardia a París, on va viure en diverses ocasions, la més notable entre 1889 i 1892, en què va compartir amb Santiago Rusiñol i Ramon Casas l'habitatge del Moulin de la Galette. Va fundar juntament amb Ramon Casas les revistes Pèl & Ploma i Forma. També va portar a terme durant alguns anys la direcció de l'Enciclopèdia Espasa. El 1909 va conèixer, a través de Ramon Casas, el col·leccionista d'art, industrial i filantrop Charles Deering, el qual li va encarregar la construcció de la seva residència a l'antic hospital de Sant Joan de Sitges, que, juntament amb les cases del barri va esdevenir el gran complex artístic de Maricel (1910-1921), constituint actualment en el Museu de Maricel i el Palau de Maricel. Gran expert i crític d'art, autor de nombrosos articles, va tenir al seu càrrec la direcció artística de l'Enciclopedia Espasa (1906-1919). La idea del Poble Espanyol de Barcelona va sortir d'una proposta que havia realitzat al llarg dels anys vint i que va quallar arran de l'Exposició Internacional de 1929.

### Altres col·laboradors
De rellevant importància és la col·laboració literària que hi trobem, noms com els de Joan Pons i Massaveu, Guillem Tell i Lafont, Ramon Raventós, Manuel Rocamora, Ramon Suriñach i Senties, J. Serra Constansó i molts d'altres.

## Taula de continguts
| Nº | data               | Textos i autors | Dibuixos i autors                                                                         | Personalitats de les quals es parla                                                              | Portades |
| -- | ------------------ | --- | ----------------------------------------------------------------------------------------- | ------------------------------------------------------------------------------------------------ | -------- |
| 1  | 2a setmana/02/1899 | - Textos del certamen celebrat per Pere Romeu el 31/01/1899. Hi apareixen: Conrat Roure, J. Serra i Constansó, Guillém A. Tell i Lafont i Joan Bta. Martín i Navarré. | - Sense títol, Ramón Casas (portada).                                                     | --                                                                                               |          |
| 2  | 16/02/1899         | - Apel·les Mestres, Èxtasi. - Joan Pons i Massaveu, Nocturn. | - La figuereta, Joaquim Mir (portada).                                                    | --                                                                                               |          |
| 3  | 23/02/1899         | - J. Novellas de Molins, Instantánea. | - De l'Albaicín, Ramon Pichot (portada).                                                  | - Ramon Pichot. - Lorenzo Stechetti (R. E Bassegoda tradueix de l'italià Sonet). - Amadeo Vives. |          |
| 4  | 2/03/1899          | - Joan Maragall: La balada del bes. - Alphons de Aladern: Cançó d'esclava.                                                                                            | - Demanant Caritat, I. Nonell (portada).                                                  | - Ramon Pichot. - La Mariani. - Emile Verhaeren i Dario de Regoyos pel seu llibre España Negra.  |          |
| 5  | 9/03/1899          | - Pompeyus Gener, Macabra vital. - Daniel Roig Pruna, Música eterna (A Santiago Rusiñol).                                                                             | - Sense títol, Santiago Rusiñol (portada). - Excm. Sr. D. Manel Durán y Bas, Ramon Casas. | - J. Masriera - Vidal Valenciano                                                                 |          |
| 6  | 16/03/1899         | - Santiago Rusiñol, Sorolls de quietuds. - Eugeni d'Ors, Els IV gats. - Jose Mº Roviralta, Tot eren lliris blancs.                                                    | - Tirant l'art, Gosé (portada)                                                            | - Dionis Puig. - Santiago Rusiñol. - Gili Roig                                                   |          |
| 7  | 23/03/1899         | - R. Reventós, La cabellera. | - Sense títol, Carlos Vázquez (portada).                                                  | --                                                                                               |          |
| 8  | 30/03/1899         | - Joseph Aladern, Sospirs del cor. | - Raval de Barcelona, Ricard Opisso (portada).                                            | - Nicolás Maria López - Manuel Urgelles de Pares                                                 |          |
| 9  | 6/04/1899          | - Joan Mª Guasch, Intimas. - Alphons Pajés, Ditxos, sentències, dialechs i altres frioleres.                                                                          | - Nuvulosa, Gosé (portada). - Dionís Puig. J. Mir.                                        | - Dionís Puig. - Gordon Benet (director del New York Herald)                                     |          |
| 10 | 13/04/1899         | - Jacinto Capella, Manias. - Alphons Pajés, Faules. - Santiago Rusiñol, Miseria mate.                                                                                 | - Sense títol, Ramon Casas (portada). - Il·lustracion de R. Pichot per a Miseria mate.    | - Juli Vallmitjana. - Pompeyo Gener.                                                             |          |
| 11 | 20/04/1899         | - Johan Richepin, Adéu. (Traducció de Pompeyo Gener i J. Aladern). - Enrich de Fuentes, Amors. - Eugeni d'Ors, Mercès.                                                | - De retorn, F. Sardà (portada). - Pere Romeu, R. Casas.                                  | --                                                                                               |          |
| 12 | 4/05/1899          | - Hortensi Güel, Paisatge. | - Una... dona, García Escarré (portada).                                                  | --                                                                                               |          |
| 13 | 11/05/1899         | - A. de Riquer, Crisantemes (fragment). | - Sense títol, A. de Riquer (portada).                                                    | - Juli Borrell.                                                                                  |          |
| 14 | 18/05/1899         | - F. Pujulá i Vallès, Bords. | - Sense Títol, Eveli Torrent (portada).                                                   | --                                                                                               |          |
| 15 | 25/05/1899         | - J. B. Martí i Navarsé, Els àngels caiguts. - Marian Roig, Expiació.                                                                                                 | - Sense títol, Enrique Mulder García (portada).                                           | --                                                                                               |          |